# Ті, що зберегли вогонь
«Ті, що зберегли вогонь» (рос. Сохранившие огонь) — радянський фільм 1970 року, режисера  Євгена Карелова. Телефільм за мотивами оповідання Олександра Бека «Лист Леніна» про подолання розрухи в країні після громадянської війни.

## Сюжет
Дія фільму відбувається в перші роки після встановлення Радянської влади в Донбасі. Бандити підривають міст, по якому підвозиться руда до доменної печі, директор заводу отримує важке поранення. Гірничого майстра Івана Клявіна робітники одноголосно обирають виконуючим обов'язки директора. У пошуках зниклого ешелону з хлібом Клявін потрапляє в Петроград. Тут герой зустрічається з Леніним. Повернувшись на завод, Клявін читає робітникам лист від вождя партії. Вороги вбивають Клявіна, але вже не в силах перешкодити заводчанам успішно долати розруху.

## У ролях
- Євген Матвєєв —  Клявін
- Любов Соколова —  Марія, дружина Клявіна
- Олег Янковський —  Семен
- Тамара Сьоміна —  Феня, дружина Семена
- Віталій Базін —  Федір, комсомолець
- Іван Лапиков —  Данило Макарович
- Анатолій Папанов —  Крутов
- Володимир Піцек —  начпрод
- Микола Парфьонов —  начальник станції
- Армен Джигарханян —  нарком
- Борис Юрченко —  червоноармієць на станції
- Костянтин Єфремов —  Гришутка, син Клявіна
- Руслан Ахметов —  водій Клявіна
- Микола Сморчков —  саботажник

## Знімальна група
- Режисер:  Євген Карелов
- Сценарист: Дмитро Васіліу
- Оператор: Еміль Гулідов
- Композитор: Євген Птічкін
- Художник: Валерій Філіппов
- Художник по костюму:  Валентин Перельотов